# The Hammer Party
The Hammer Party es un álbum recopilatorio de la banda de noise rock y punk rock Big Black. Fue lanzado originalmente en formato LP por Homestead Records, incluyendo los dos primeros EP de la banda: Lungs y Bulldozer. Luego fue relanzado en CD por Touch and Go Records, incluyendo Lungs, Bulldozer y como bonus, Racer-X.

## Lista de canciones
1. "Steelworker"
2. "Live in a Hole"
3. "Dead Billy"
4. "I Can Be Killed"
5. "Crack"
6. "RIP"
7. "Cables"
8. "Pigeon Kill"
9. "I'm a mess"
10. "Texas"
11. "Seth"
12. "Jump the Climb"
13. "Racer-X"
14. "Shotgun"
15. "The Ugly American"
16. "Deep Six"
17. "Sleep!"
18. "The Big Payback"

Pistas 1 a la 6 originalmente lanzadas en Lungs. Pistas 7 a la 12 originalmente lanzadas en Bulldozer. Pistas 13 a la 18 originalmente lanzadas en Racer-X.